# GNU Shogi
GNU Shogi（グヌー・ショウギ）は、コンピュータ将棋のソフトウェア。GNUプロジェクトの一部であり、GNU Chessをベースにした自由ソフトウェアである。gnuminishogiと呼ばれる5五将棋のプログラムも付属する。
コマンドラインで実行するASCIIベースのCUIプログラムであるが、XBoardを改変したXShogiと呼ばれるGUIを利用することもできる。
バージョン1.3.2までMike Vanier、バージョン1.4.0までLuis Felipe Strano Moraesがメンテナを務め、現在Yann Dirsonによってメンテナンスされている。最新バージョンは1.4.2で、2014年2月にリリースされた。

## XShogi
XShogiはXBoardから派生したグラフィカルインタフェースである（GPS将棋も対応している）。長らくメンテナンスされておらず、バージョン1.4.2でGNU Shogiパッケージから分離され、バージョン1.5.0で正式に廃止される予定。